# نارویک
نارویک (به لاتین: Narvik) یک شهر و شهرداری در نروژ است که در نوردلند واقع شده‌است.

## خصوصیات
نارویک ۲٬۰۲۲٫۹۴ کیلومترمربع مساحت و ۱۸٬۴۷۳ نفر جمعیت دارد.